# World RX de Gran Bretaña 2015
El World RX de Gran Bretaña 2015, oficialmente Motorsport News Rallycross of Great Britain fue la cuarta prueba de la Temporada 2015 del Campeonato Mundial de Rallycross. Se celebró del 23 al 24 de mayo de 2015 en el Circuito de Lydden Hill ubicado en la poblado de Wootton, Kent, Gran Bretaña. 
La prueba fue ganada por Petter Solberg quien consiguió su segunda victoria de la temporada a bordo de su Citroën DS3, Mattias Ekström término en segundo lugar en su Audi S1 y Johan Kristoffersson finalizó tercero con su Volkswagen Polo.
En RX Lites, el sueco Kevin Hansen consiguió su primera victoria en la temporada, fue acompañado en el podio por su compatriota Kevin Eriksson y el noruego Thomas Bryntesson.

## Supercar

### Series
| Pos.            | No. | Piloto               | Equipo                          | Auto                | H1  | H2  | H3  | H4  | Pts |
| --------------- | --- | -------------------- | ------------------------------- | ------------------- | --- | --- | --- | --- | --- |
| 1               | 1   | Petter Solberg       | SDRX                            | Citroën DS3         | 1º  | 1º  | 13º | 6º  | 16  |
| 2               | 10  | Mattias Ekström      | EKS RX                          | Audi S1             | 7º  | 3º  | 6º  | 1º  | 15  |
| 3               | 3   | Johan Kristoffersson | Volkswagen Team Sweden          | Volkswagen Polo     | 2º  | 2º  | 5º  | 7º  | 14  |
| 4               | 13  | Andreas Bakkerud     | Olsbergs MSE                    | Ford Fiesta         | 13º | 6º  | 2º  | 3º  | 13  |
| 5               | 15  | Reinis Nitišs        | Olsbergs MSE                    | Ford Fiesta         | 5º  | 7º  | 4º  | 12º | 12  |
| 6               | 177 | Andrew Jordan        | Team Peugeot-Hansen             | Peugeot 208         | 9º  | 15º | 1º  | 14º | 11  |
| 7               | 17  | Timmy Hansen         | Team Peugeot-Hansen             | Peugeot 208         | 3º  | 27º | 15º | 2º  | 10  |
| 8               | 37  | Guy Wilks            | JRM Racing                      | BMW MINI Countryman | 16º | 10º | 7º  | 10º | 9   |
| 9               | 99  | Tord Linnerud        | Volkswagen Team Sweden          | Volkswagen Polo     | 10º | 5º  | 10º | 18º | 8   |
| 10              | 7   | Manfred Stohl        | World RX Team Austria           | Ford Fiesta         | 12º | 11º | 18º | 4º  | 7   |
| 11              | 4   | Robin Larsson        | Larsson Jernberg Racing Team    | Audi A1             | 26º | 9º  | 9º  | 5º  | 6   |
| 12              | 21  | Davy Jeanney         | Team Peugeot-Hansen             | Peugeot 208         | 24º | 14º | 3º  | 9º  | 5   |
| 13              | 45  | Per-Gunnar Andersson | Marklund Motorsport             | Volkswagen Polo     | 6º  | 8º  | 22º | 13º | 4   |
| 14              | 92  | Anton Marklund       | EKS RX                          | Audi S1             | 27º | 4º  | 12º | 11º | 3   |
| 15              | 57  | Toomas Heikkinen     | Marklund Motorsport             | Volkswagen Polo     | 4º  | 12º | 8º  | 28º | 2   |
| 16              | 34  | Tanner Foust         | Marklund Motorsport             | Volkswagen Polo     | 15º | 21º | 14º | 8º  | 1   |
| 17              | 33  | Liam Doran           | SDRX                            | Citroën DS3         | 28º | 13º | 11º | 13º |     |
| 18              | 42  | Timur Timerzyanov    | Namus OMSE                      | Ford Fiesta         | 8º  | 16º | DNF | 15º |     |
| 19              | 71  | Marc Laboulle        | Marc Laboulle                   | Citroën C4          | 17º | 18º | 16º | 21º |     |
| 20              | 199 | Jānis Baumanis       | Hansen Talent Development       | Peugeot 208         | 14º | DNF | 19º | 19º |     |
| 21              | 50  | Kevin Procter        | Kevin Procter                   | Ford Fiesta         | 19º | 25º | 17º | 23º |     |
| 22              | 2   | Oliver O'Donovan     | Oliver O'Donovan                | Ford Fiesta         | 23º | 17º | 27º | 20º |     |
| 23              | 81  | David Binks          | Albatec Racing                  | Peugeot 208         | 20º | 23º | 20º | 24º |     |
| 24              | 26  | Andy Scott           | Albatec Racing                  | Peugeot 208         | 18º | 20º | 24º | 25º |     |
| 25              | 51  | Julian Godfrey       | Julian Godfrey                  | Ford Fiesta         | 29º | 22º | 23º | 17º |     |
| 26              | 55  | René Münnich         | All-Inkl.com Münnich Motorsport | Audi S3             | 21º | 28º | 21º | 27º |     |
| 27              | 91  | Guttorm Lindefjell   | CircleX                         | Ford Focus          | 25º | 26º | 25º | 22º |     |
| 28              | 31  | Max Pucher           | World RX Team Austria           | Ford Fiesta         | 22º | 24º | 26º | 26º |     |
| 29              | 77  | Alx Danielsson       | All-Inkl.com Münnich Motorsport | Audi S3             | 11º | 19º | DNS | DNS |     |
| Reporte Oficial |     |                      |                                 |                     |     |     |     |     |     |

### Semifinales
Semifinal 1
| Pos.            | No. | Piloto               | Equipo                       | Tiempo    | Pts |
| --------------- | --- | -------------------- | ---------------------------- | --------- | --- |
| 1               | 1   | Petter Solberg       | SDRX                         | 04:30.381 | 6   |
| 2               | 3   | Johan Kristoffersson | Volkswagen Team Sweden       | +1.280    | 5   |
| 3               | 15  | Reinis Nitišs        | Olsbergs MSE                 | +3.145    | 4   |
| 4               | 17  | Timmy Hansen         | Team Peugeot-Hansen          | +3.380    | 3   |
| 5               | 99  | Tord Linnerud        | Volkswagen Team Sweden       | +6.819    | 2   |
| 6               | 4   | Robin Larsson        | Larsson Jernberg Racing Team | +11.361   | 1   |
| Reporte Oficial |     |                      |                              |           |     |

Semifinal 2
| Pos.            | No. | Piloto           | Equipo                | Tiempo    | Pts |
| --------------- | --- | ---------------- | --------------------- | --------- | --- |
| 1               | 10  | Mattias Ekström  | EKS RX                | 04:27.300 | 6   |
| 2               | 13  | Andreas Bakkerud | Olsbergs MSE          | +3.417    | 5   |
| 3               | 37  | Guy Wilks        | JRM Racing            | +4.000    | 4   |
| 4               | 21  | Davy Jeanney     | Team Peugeot-Hansen   | +4.822    | 3   |
| 5               | 177 | Andrew Jordan    | Team Peugeot-Hansen   | +5.289    | 2   |
| 6               | 7   | Manfred Stohl    | World RX Team Austria | +24.470   | 1   |
| Reporte Oficial |     |                  |                       |           |     |

### Final
| Pos.            | No. | Piloto               | Equipo                 | Tiempo     | Pts |
| --------------- | --- | -------------------- | ---------------------- | ---------- | --- |
| 1               | 1   | Petter Solberg       | SDRX                   | 04:25.064  | 8   |
| 2               | 10  | Mattias Ekström      | EKS RX                 | +0.333     | 5   |
| 3               | 3   | Johan Kristoffersson | Volkswagen Team Sweden | +2.628     | 4   |
| 4               | 13  | Andreas Bakkerud     | Olsbergs MSE           | +2.876     | 3   |
| 5               | 15  | Reinis Nitišs        | Olsbergs MSE           | +4.234     | 2   |
| 6               | 37  | Guy Wilks            | JRM Racing             | +4 Vueltas | 1   |
| Reporte Oficial |     |                      |                        |            |     |

## RX Lites

### Series
| Pos.            | No. | Piloto              | Equipo                              | H1  | H2  | H3  | H4  | Pts |
| --------------- | --- | ------------------- | ----------------------------------- | --- | --- | --- | --- | --- |
| 1               | 16  | Thomas Bryntesson   | TBRX                                | 7º  | 1º  | 1º  | 1º  | 16  |
| 2               | 71  | Kevin Hansen        | Peugeot Red Bull Hansen Junior Team | 1º  | 5º  | 2º  | 2º  | 15  |
| 3               | 39  | Kevin Eriksson      | Olsbergs MSE                        | 2º  | 2º  | 3º  | 3º  | 14  |
| 4               | 52  | Simon Olofsson      | Simon Olofsson                      | 4º  | 8º  | 4º  | 4º  | 13  |
| 5               | 51  | Sandra Hultgren     | Olsbergs MSE                        | 3º  | 11º | 5º  | 5º  | 12  |
| 6               | 99  | Joachim Hvaal       | JC Raceteknik                       | 6º  | 6º  | 6º  | 7º  | 11  |
| 7               | 98  | Oliver Eriksson     | Olsbergs MSE                        | 9º  | 3º  | 11º | 6º  | 10  |
| 8               | 77  | Tobias Brink        | Tobias Brink                        | 5º  | 4º  | 10º | 11º | 9   |
| 9               | 7   | Krzysztof Holowczyc | Lotto Team                          | 10º | 9º  | 8º  | 8º  | 8   |
| 10              | 8   | Simon Wago Syversen | SET Promotion                       | 11º | 12º | 7º  | 9º  | 7   |
| 11              | 97  | Tristan Ovenden     | JC Raceteknik                       | 12º | 10º | 12º | 10º | 6   |
| 12              | 69  | Martin Kaczmarski   | Lotto Team                          | 8º  | 7º  | 8º  | DNS | 5   |
| Reporte Oficial |     |                     |                                     |     |     |     |     |     |

### Semifinales
Semifinal 1
| Pos.            | No. | Piloto              | Equipo        | Tiempo    | Pts |
| --------------- | --- | ------------------- | ------------- | --------- | --- |
| 1               | 39  | Kevin Eriksson      | Olsbergs MSE  | 04:45.103 | 6   |
| 2               | 16  | Thomas Bryntesson   | TBRX          | +1.158    | 5   |
| 3               | 98  | Oliver Eriksson     | Olsbergs MSE  | +1.814    | 4   |
| 4               | 51  | Sandra Hultgren     | Olsbergs MSE  | +2.321    | 3   |
| 5               | 97  | Tristan Ovenden     | JC Raceteknik | +6.382    | 2   |
| 6               | 7   | Krzysztof Holowczyc | Lotto Team    | +29.513   | 1   |
| Reporte Oficial |     |                     |               |           |     |

Semifinal 2
| Pos.            | No. | Piloto              | Equipo                              | Tiempo     | Pts |
| --------------- | --- | ------------------- | ----------------------------------- | ---------- | --- |
| 1               | 71  | Kevin Hansen        | Peugeot Red Bull Hansen Junior Team | 04:42.337  | 6   |
| 2               | 77  | Tobias Brink        | Tobias Brink                        | +0.457     | 5   |
| 3               | 52  | Simon Olofsson      | Simon Olofsson                      | +1.060     | 4   |
| 4               | 99  | Joachim Hvaal       | JC Raceteknik                       | +3.013     | 3   |
| 5               | 8   | Simon Wago Syversen | SET Promotion                       | +4.138     | 2   |
| 6               | 69  | Martin Kaczmarski   | Lotto Team                          | +6 Vueltas | 1   |
| Reporte Oficial |     |                     |                                     |            |     |

### Final
| Pos.            | No. | Piloto            | Equipo                              | Tiempo     | Pts |
| --------------- | --- | ----------------- | ----------------------------------- | ---------- | --- |
| 1               | 71  | Kevin Hansen      | Peugeot Red Bull Hansen Junior Team | 04:49.361  | 8   |
| 2               | 39  | Kevin Eriksson    | Olsbergs MSE                        | +0.781     | 5   |
| 3               | 16  | Thomas Bryntesson | TBRX                                | +4.086     | 4   |
| 4               | 98  | Oliver Eriksson   | Olsbergs MSE                        | +4.878     | 3   |
| 5               | 77  | Tobias Brink      | Tobias Brink                        | +6.162     | 2   |
| 6               | 52  | Simon Olofsson    | Simon Olofsson                      | +1 Vueltas | 1   |
| Reporte Oficial |     |                   |                                     |            |     |

## Campeonatos tras la prueba
| Pos | Piloto               | Pts | Dif |
| --- | -------------------- | --- | --- |
| 1   | Petter Solberg       | 112 |     |
| 2   | Johan Kristoffersson | 83  | +29 |
| 3   | Andreas Bakkerud     | 77  | +35 |
| 4   | Timmy Hansen         | 63  | +49 |
| 5   | Reinis Nitišs        | 61  | +51 |

| Pos | Piloto          | Pts | Dif |
| --- | --------------- | --- | --- |
| 1   | Kevin Hansen    | 55  |     |
| 2   | Kevin Eriksson  | 55  | +0  |
| 3   | Tobias Brink    | 37  | +18 |
| 4   | Oliver Eriksson | 34  | +21 |
| 5   | Sandra Hultgren | 31  | +24 |

- Nota: Solo se incluyen las cinco posiciones principales.